# سيلو غرين
توماس ديكارلو كالاواي (بالإنجليزية: CeeLo Green)‏ (ولد 30 مايو 1975) ، المعروف باسمه الفني سيلو غرين. هو مغني أمريكي ورابر ومؤلف أغاني وممثل.

## النشأة
ولد سيلو في أتلانتا (جورجيا)، درس المرحلة الثانوية في مدرسة داخلية في غينسفيل (جورجيا). كلا والديه قساوسة، ومن الكنيسة بدأ تعلم الغناء. توفي والده عندما كان في عمر السنتين ، والدته شيلا تايلر أصيبت بالشلل في حادث سيارة، وتوفيت بعد عامين من وقوع الحادث عندما كان سيلو في سن ال18.
خلال الفترة الي توفيت فيها والدته، كانت حياته المهنية مع فرقة غودي موب قد بدأت للتو بالصعود. عانى من اضطراب اكتئابي في تلك الفترة، وترجمها في أغانيه. كتب سيلو أيضا عن أمه في أغنيته Guess Who من ألبوم سول فود. في الفيلم الوثائقي المنتج من قبل أبسولوت وذا فيدار، يقول سيلو كانت وفاة والدته «لحظة حاسمة أدت به إلى عبور تلك العتبة نحو حياة مهنية».

## المشوار المهني الموسيقي

### البداية مع غودي موب 1991_1998
قام سيلو مع بيج جيب، تي-مو، وخوجو بإنشاء غودي موب، فرقة هيب هوب مقرها أتلانتا (جورجيا)، وكان هو الأصغر بين الأربعة. الفرقة كانت جزءا من مجموعة الراب ذا دنجن فاميلي، التي كانت تضم أيضا آوتكاست.
أصدرت الفرقة ألبومهم الأول في 1995، بعنوان سول فود. حصل الألبوم على نقد إيجابي وإشادة واسعة، ويعتبر ألبوم رائد في الراب الجنوبي. خلال تلك الفترة، قام أيضا بتسجيل أغنية Waterfalls لفرقة تي إل سي.
ألبوم الفرقة الثاني صدر في 1998، وتلقى الكثير من الثناء النقدي. إلا أن أداء الألبوم التجاري كان أقل بقليل من جهود المجموعة سابقا. تولى سيلو التحكم في إنتاج الألبوم الثالث للفرقة، الذي تم إصداره في 1999 بعنوان World Party.

### الانتقال إلى أريستا 1999_2003
ترك سيلو فرقة غودي موب أثناء صنع World Party، ألبوم الفرقة الثالث. ترك المجموعة لمتابعة مهنة منفردة مع تسجيلات أريستا، وكان سيلو واحد من عشرة موسيقيين ضيوف عملوا مع سانتانا في ألبوم سوبرناتشرول عام 1999. هو ولورين هيل عملا على أغنية Do You Like The Way وقدما الصوت الرئيسي في الأغنية.

## مهنة التمثيل
في 15 يناير 2011، ظهر سيلو كضيف على ساترداي نايت لايف، استضافت الحلقة جوينيث بالترو، التي في نوفمبر 2010، غنت أغنيته فورغت يو في حلقة على مسلسل غلي.
في 2013، ظهر بدور صغير في فيلم البدء مرة أخرى بجانب كيرا نايتلي ومارك روفالو.

## روابط خارجية
- سيلو غرين على موقع IMDb (الإنجليزية)
- سيلو غرين على موقع الموسوعة البريطانية (الإنجليزية)
- سيلو غرين على موقع ألو سيني (الفرنسية)
- سيلو غرين على موقع ميوزك برينز (الإنجليزية)
- سيلو غرين على موقع رولينغ ستون (الإنجليزية)
- سيلو غرين على موقع تيرنر كلاسيك موفيز (الإنجليزية)
- سيلو غرين على موقع أول موفي (الإنجليزية)
- سيلو غرين على موقع قاعدة بيانات الأفلام السويدية (السويدية)
- سيلو غرين على موقع إن إن دي بي (الإنجليزية)
- سيلو غرين على موقع أول ميوزيك (الإنجليزية)